# Championnat de France masculin de handball 1965-1966
Navigation
Nationale 1 1964-1965 Nationale 1 1966-1967
Le championnat de France de Nationale 1 masculin 1965-1966 est le plus haut niveau de handball en France. 
Le titre de champion de France est remporté par l'US Ivry. C'est leur troisième titre de champion de France, le troisième en quatre saisons.

## Modaliltés
En Assemblée Générale, la Fédération française de handball a décidé que pour la saison 1966-1967, le nombre des clubs de Nationale passe de 24 à 32 clubs. Par conséquent, les modalités sont, :
- phase de poules : 3 poules de 8 clubs en matchs aller-retour.
- épreuve pour le titre : 
  - deux clubs qualifié par poule, soit six clubs ;
  - demi-finale en tournois de trois clubs sur trois dates, un qualifié par tournoi ;
  - finale pour le titre en match simple.
- épreuve pour le maintien (barrages), opposant :
  - les trois clubs classés septièmes et huitièmes de chaque poule ;
  - les deux moins bons clubs classés sixièmes de chaque poule.
  - les huit clubs d'Excellence classés deuxième dans leur Poule respective à l'issue de la saison 1965-1966.

Les 16 clubs barragistes seront répartis en 4 groupes régionalisés de 4 clubs (2 clubs de Nationale et 2 clubs d'Excellence). Les clubs disputent 4 rencontres, c'est-à-dire que les clubs de Nationale rencontrent ceux d'Excellence en aller et retour mais les Nationaux et Excellence ne se rencontrent pas entre eux. Les 2 premiers de chaque groupe sont qualifiés pour la Nationale 1966-1967.
Au terme de la saison, les 32 clubs qualifiés pour la saison 1966-1967 sont : 
- - 16 clubs de Nationale classés de 1 à 16 à l'issue de la saison 1965-1966
  - 8 clubs d'Excellence classés premier dans leur Poule respective à l'issue de la saison 1965-1966.
- 8 clubs qualifiés à l’issue des barrages.

## Première phase
- T : Tenant du titre.
- P : Promu d'Excellence en début de saison.
- Qualifié pour la phase finale
- Qualifié pour les barrages

### Poule A
|   | Équipe                      | Pts | J  | G | N | P  | Bp  | Bc  | Diff |
| - | --------------------------- | --- | -- | - | - | -- | --- | --- | ---- |
| 1 | Paris UC T                  | 28  | 10 | 9 | 0 | 1  | 216 | 199 | 17   |
| 2 | ASP Police Paris            | 28  | 10 | 9 | 0 | 1  | 217 | 199 | 18   |
| 3 | Stella Sports Saint-Maur    | 23  | 11 | 6 | 0 | 5  | 182 | 199 | -17  |
| 4 | Girondins de Bordeaux HBC P | 22  | 11 | 5 | 1 | 5  | 156 | 161 | -5   |
| 5 | ASPTT Évreux P              | 20  | 11 | 4 | 1 | 6  | 163 | 172 | -9   |
| 6 | Nantes EC                   | 20  | 11 | 4 | 1 | 6  | 165 | 201 | -36  |
| 7 | Bordeaux EC                 | 19  | 11 | 3 | 2 | 6  | 151 | 182 | -31  |
| 8 | Handball Club Nantais P     | 12  | 11 | 0 | 1 | 10 | 152 | 224 | -72  |

Remarque : l'ASP Police Paris terminera cette phase avec 40 points (soit 13 victoires pour 1 défaite), soit le meilleur total de toutes les poules.

### Poule Sud
|   | Équipe                   | Pts | J  | G | N | P | Bp  | Bc  | Diff |
| - | ------------------------ | --- | -- | - | - | - | --- | --- | ---- |
| 1 | FC Sochaux               | 29  | 11 | 9 | 0 | 2 | 238 | 166 | 72   |
| 2 | Stade Marseillais UC (T) | 25  | 10 | 7 | 1 | 2 | 183 | 152 | 31   |
| 3 | ASCEM Lyon               | 24  | 11 | 5 | 3 | 3 | 227 | 190 | 37   |
| 4 | CSL Dijon                | 22  | 10 | 5 | 2 | 3 | 174 | 149 | 25   |
| 5 | HBC Besançon             | 20  | 11 | 4 | 1 | 6 | 205 | 213 | -8   |
| 6 | AS Caluire P             | 19  | 10 | 4 | 1 | 5 | 154 | 174 | -20  |
| 7 | AS Mulhouse              | 18  | 11 | 2 | 3 | 6 | 180 | 209 | -29  |
| 8 | CSMT Marseille P         | 11  | 10 | 0 | 1 | 9 | 129 | 238 | -109 |

### Poule Nord
|   | Équipe                        | Pts | J  | G | N | P  | Bp  | Bc  | Diff |
| - | ----------------------------- | --- | -- | - | - | -- | --- | --- | ---- |
| 1 | FC Mulhouse P                 | 28  | 11 | 8 | 1 | 2  | 235 | 208 | 27   |
| 2 | US Ivry                       | 26  | 10 | 8 | 0 | 2  | 203 | 145 | 58   |
| 3 | ES Colombes                   | 26  | 11 | 7 | 1 | 3  | 222 | 171 | 51   |
| 4 | USB Longwy                    | 25  | 11 | 7 | 0 | 4  | 227 | 200 | 27   |
| 5 | Lille Université Club         | 20  | 10 | 5 | 0 | 5  | 190 | 180 | 10   |
| 6 | CSM Petit-Quevilly P          | 18  | 10 | 4 | 0 | 6  | 198 | 219 | -21  |
| 7 | AS Cheminots de l'Ouest Paris | 16  | 10 | 3 | 0 | 7  | 174 | 203 | -29  |
| 8 | Union Hagondange P            | 11  | 11 | 0 | 0 | 11 | 154 | 267 | -113 |

## Phase finale

### Poule haute
Les 6 équipes qualifiées sont réparties en 2 groupes de 3 équipes :
- ASP Police Paris, US Ivry et FC Sochaux
- Stade Marseillais UC, FC Mulhouse et Paris UC.

Les résultats de la poule haute ne sont pas connus.
La finale du championnat oppose le 21 mai 1966 dans la salle du stade Montbauron à Versailles l'US Ivry au Paris UC. 
Les deux équipes ayant fait match nul (14-14), la finale a été rejouée le vendredi 3 juin en soirée à Coubertin et c'est l'US Ivry qui s'impose 14-12 et est désigné comme le champion de France par la Fédération française de handball.

### Barrages
Les 16 clubs barragistes sont :
- Clubs de Division Nationale : AS Caluire, CSMT Marseille, Bordeaux EC, Handball Club Nantais, AS Cheminots de l'Ouest Paris, Union Hagondange, ASPTT Mulhouse et CSM Petit-Quevilly ;
- Clubs de l'Excellence : ASPTT Marseille, Spartiates de Lyon, ASPOM Bordeaux, SS Voltaire Châtenay-Malabry, ASPTT Strasbourg, Racing Club de France, ES Livry-Gargan et US Malakoff.

Les résultats ne sont pas connus mais en gras apparaissent les clubs évoluant en Nationale 1 lors de la saison 1966-1967.

## Championnat Excellence
Les premiers de chacune des poules du Championnat Excellence sont :
| - Poule A : ASU Lyon - Poule B : Poitiers Étudiants Club - Poule C : HBC Villefranche-en-Beaujolais - Poule D : CO Billancourt | - Poule E : ASPTT Metz - Poule F : RC Strasbourg - Poule G : CO Alfortville - Poule H : SCA Fontenay-sous-Bois |

Ces 8 clubs sont promus en Nationale 1. Les finalités ne sont pas connues si ce n’est que la finale, disputée le 21 mai 1966 à Versailles, a été remportée par le SCA Fontenay-sous-Bois 13 à 11 face au HBC Villefranche.